# ون دینگ
ون دینگ(چینی:文丁) زاده شده با نام دائو دینگ(چینی:大丁) و توئو(چینی:托) شاهی بود از شاهان دودمان شانگ در چین که از سال 1124 پیش از میلاد تا 11022 پیش ازمیلاد فرمان می‌راند.
سیما کیان، نویسنده و تاریخنگار هان، در کتاب شیجی، او را شاه شانگ دانسته است که در تختگاه این(چینی:亳)به شاهی نشست.